# Brujería vasca
Brujería vasca es la historia de la brujería en las zonas vascohablantes del actual País Vasco y de Navarra (España) y del País Vasco francés, cuyo caso más famoso fue el de las brujas de Zugarramurdi de principios del siglo XVII. Brujería vasca es el término que utilizan Julio Caro Baroja y otros investigadores para referirse a los fenómenos de brujería entre el pueblo vasco, además de ser el título de la obra clásica de Caro Baroja sobre el tema.

## Edad Media
En sus orígenes, según Caro Baroja, "la Brujería vasca aparece ligada a una peculiar situación social del país y adherida a una tradición de paganismo, que hacía decir a varias personas del siglo XV que los vascos, tan católicos hoy, eran gentiles". De allí procede la palabra "sorguino" o "xorguino" para designar a los brujos, que deriva del vasco "sorgiñ", que, según Caro Baroja, viene de "sors-sortis" ('suerte' en castellano) más el sufijo vasco "-guiñ", "-eguiñ" (o "-egin"), que significa hacer.
En 1466 una representación de Guipúzcoa se dirigió al rey de Castilla Enrique IV para pedirle que autorizara a los alcaldes para que se pudieran sentenciar y ejecutar sin posibilidad de apelación en casos de brujería, alegando que las brujas estaban causando grandes daños y perjuicios en la provincia. El rey accedió por una real cédula fechada en Valladolid el 15 de agosto de aquel mismo año. Entre las razones por las que el rey aceptó la petición se encuentra la de que "los dichos maleficios son de tal calidad, que se hacen de noche y en lugares apartados y muy escondida y encubiertamente; y porque la probanza de ellos es muy difícil, y no se puede saber cumplidamente, salvo de las mismas sorguiñas o brujas…".

## sigloXVI

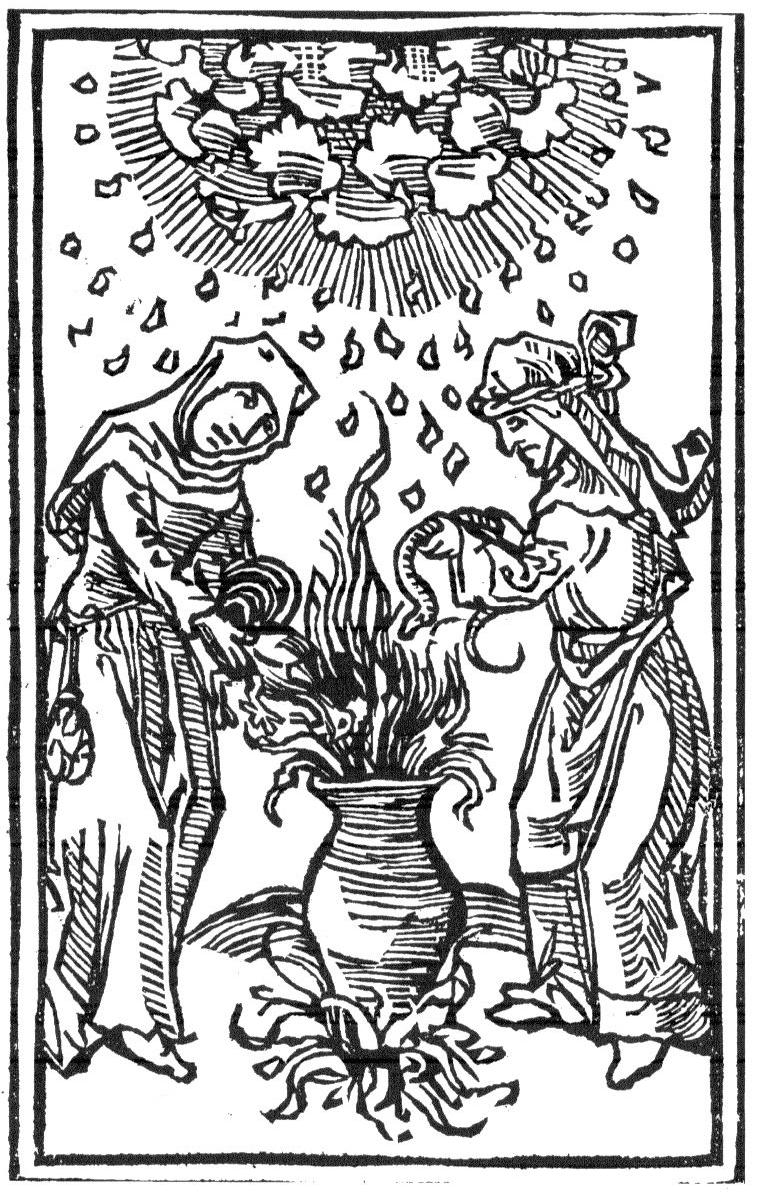
Grabado que muestra a dos brujas preparando una pócima

Hacia 1500 se abren varios procesos contra los brujos y brujas de la sierra de Amboto (en el Señorío de Vizcaya) en la que se dice que vive una especie de divinidad llamada la "Dama de Amboto". En esta ocasión ya se habla de rituales de adoración al diablo en figura, entre otras, de macho cabrío (un testimonio de la época dice: "se dice y confiesa por muchas personas haber visto al diablo y hablándole, veces en figura de cabrón y otras veces en figura de un mulo grande y hermoso… y dicen éstas que se reconciliaron y confesaron su error…"). Siete años después aparece otro foco de brujería en un lugar no precisado que hace que intervenga el tribunal de la Inquisición española de Logroño, produciéndose la quema de unas treinta supuestas brujas.
En 1517 se publica un tratado sobre supersticiones (Tractatus de Superstitionibus) de Martin de Arlés, canónigo de Pamplona, que parece que se escribió en el siglo anterior, y en el que se refiere a las brujas del reino de Navarra. En el libro recoge la idea tradicional de la Iglesia, que arranca de Agustín de Hipona, que considera que lo que hacen las brujas es una ilusión provocada por el diablo. "El mismo Satán, a cada una de estas mujeres las capta, y, subyugadas por su misma infidelidad y dormidas, las hace ver, por medio de la fantasía, que se transforman en distintas formas y semejanzas de criaturas… de suerte que habiendo tenido el ensueño la mujer infiel cree que lo ha experimentado no en el ánimo, sino que le ha ocurrido corporalmente".
En 1527 surge un nuevo caso en Navarra. En ese año dos niñas se presentan ante el Consejo Real de Navarra en Pamplona declarándose "brujas, en compañía de otras muchas de este oficio, las cuales hacen mucho mal" y añadiendo a continuación que "si queréis castigarlas, nosotras os las mostraremos, que luego que veamos a cada una el ojo izquierdo, la conoceremos, porque somos de su oficio: otra que no lo fuese no las podría conocer". Los oidores del Consejo les creyeron y nombraron a un inquisidor llamado Avellaneda para que junto con un grupo de cincuenta soldados fuera de pueblo en pueblo por los valles del Pirineo Navarro deteniendo a quienes señalaran las niñas. Siguiendo el procedimiento propuesto por éstas, mirar el ojo izquierdo de los sospechosos, fueron detenidos ciento cincuenta presuntos brujos y brujas.
Avallaneda relató su experiencia en una carta al condestable de Castilla Íñigo de Velasco en la que para demostrar la existencia de las brujas cuenta el siguiente caso del que dice haber sido testigo:

y ansy un biernes casi a la media noche, pasé a la posada donde ella estaba con el secretario Vergara y Pedro Diaz de Término, alguacil, y con Sancho de Amiçaray cabo desquadra y con otros soldados y hombre de la tierra hasta veinte. Y en presencia de todos se untó y aparejó y la metí en una cámara yo y el secretario y otro y se untó por la forma que acostumbran con un ungüento ponçoñoso con que ellas sueles matar los hombres y llegó a la ventana, que es alta, y el suelo de abaxo una gran peña, donde un gato se hiziera pedaços. Y hizo invocación al demonio. El qual vino como acostumbrava y la tomó la abajó en el aire casi hasta el suelo. Y porque yo para maior certificación al dicho cabo desquadra con un soldado suio, con un hombre de la tierra… y bajo la ventana por la parte de fuera, y el uno dellos espantados de ver tal cosa començo de se santiguar y de decir Iesus por nombre, y con tanto se desparesció y ansy se les fue casi de entrambos. Y el lunes siguiente a tres leguas de allí la cobré con otras siete en un puerto, en una borda donde había un estado de nieve

Con esta "prueba" y otras parecidas Avellaneda convenció al Consejo de Navarra de la existencia de las brujas y de que los valles pirenaicos estaban atestados de ellas, localizando tres juntas de brujos y de brujas. Allí, según Avellaneda, adoraban al demonio en forma de macho cabrío, akerra en euskera, de donde derivará el nombre de aquelarre (o 'prado del macho cabrío': "larre, larra" significa 'prado' en euskera) que se dará a estas reuniones que se celebran en la noche del viernes al sábado (de ahí el nombre de sabbat con el que también se conocerán). En su relato se muestra la brujería como una inversión de los valores y símbolos del Cristianismo. La junta se celebra en viernes –día de la crucifixión de Cristo-, la marca de la brujería –"la señal de la mano del sapo"- está en el ojo izquierdo y los maleficios se realizan con la mano izquierda –en el cristianismo la bendición se realiza con la derecha-, la sola mención de Jesús o la presencia de cruces, imágenes de la Virgen o agua bendita, hacen que pierdan toda su fuerza… En la carta Avellaneda le indica a don Íñigo de Velasco cuáles son los signos que indican la existencia de brujas:

V.Sª ha de creer que este mal es gl. por todo el mundo, y para conocer si ai bruxo o bruxa en esas partes mandará Vra. S.ª rrescibir información si algunos panes se pierden al tiempo que están en flor, y si quedan alguna cabeças si tienen un grano como de pimienta y si en tocándole se hace polvo, y si donde esto se halla ai algunas criaturas ahogadas o cuerpos de sapos. Tenga V.Sª por cierto y averiguado que donde esto se halla ai bruxos y bruxas

El "más graue caso deste siglo", como lo calificó Avellaneda, tuvo un gran impacto en la sociedad de su tiempo y fue mencionado en varios textos literarios. En 1529 se publicó en Logroño el Tratado de las Supersticiones y Hechizerías de fray Martin de Castañega, dedicado al obispo de Calahorra, en el que su autor describe la brujería como una inversión del catolicismo. Así, Castañega habla de los "execramentos" de la "Iglesia diabólica" –frente a los sacramentos de la Iglesia católica-, de misas negras en las que se adora al demonio, de rituales que imitan los rituales eclesiásticos, etc.
Después del de Navarra de 1527 hubo otros casos de brujería en el país vasco-navarro. En 1528 hubo una campaña contra la brujería en el Señorío de Vizcaya llevada a cabo por fray Juan de Zumárraga, nombrado inquisidor y en la que también participaron Avellaneda y Sancho de Carranza, inquisidor de Calahorra. En 1530 las Juntas Generales de Guipúzcoa pidieron la intervención de un inquisidor para que acabara con las brujas, quien según la tradición murió envenenado por ellas. Hubo otro foco en Navarra en 1538 que dio lugar a numerosas detenciones y en 1555, varios pueblos de Guipúzcoa volvieron a reclamar la intervención de la Inquisición, pero el Consejo de la Suprema Inquisición estimó que los casos que habían sido relatados en los memoriales que se le habían enviado, no habían sido verificados, ni comprobados, por lo que no envió ningún inquisidor. Ese mismo año un tribunal civil de Bilbao abrió un proceso contra unas supuestas brujas de la localidad vizcaína de Ceberio, basándose principalmente en el testimonio de dos niñas, al parecer instigadas por los dos bandos enfrentados en el pueblo. Veintiuna personas fueron encarceladas, diecisiete mujeres y cuatro hombres, y condenadas al tormento de agua y cordel.
En 1575 hubo un nuevo caso en Navarra y bastantes hombres y mujeres fueron encarcelados por orden del Consejo del reino. Como en 1555, la Inquisición se mostró mucho más prudente que las autoridades civiles, que exigían un castigo ejemplar, y se negó a emplear un rigor excesivo. En 1595 los representantes de la villa de Tolosa en las juntas generales de Guipúzcoa piden la intervención de la Inquisición debido a la gran cantidad de brujos y brujas que había en su zona.

## ElsigloXVII

### La caza de brujas en el país de Labort (1609)

Mapa de las provincias vascas españolas (en rosa), francesas (en amarillo) y Navarra (en verde), con los nombres en euskera.

La persecución de las brujas del Labort (Lapurdi, en euskera; Labourd, en francés), en el país vasco francés, fue obra del juez del parlement de Burdeos Pierre de Lancre, comisionado por el rey Enrique IV de Francia en respuesta a la petición hecha por los señores D'Amou y D'Uturbie para que acabara con la "plaga" de brujos y de brujas que según ellos asolaba el país. Conocemos la actuación de De Lancre gracias a dos libros que publicó después y que tuvieron un enorme éxito: Tableau de l'inconstance des mauvais anges et demons (1612) y L'incrédulité et mescréance du sortilege plainement convaincue (1622).
La llegada de Lancre y de sus subalternos a Labort provocó el pánico y muchas familias se dirigieron a Navarra, agolpándose en la frontera. En sus dos libros Lancre cuenta lo que creyó averiguar: que se celebraban cualquier día de la semana e incluso de día juntas de brujos y brujas, a las que llaman lane de Aquelarre, en las que se adoraba al macho cabrío, aunque el demonio podía adoptar otras formas –en el Tableau aparecía una lámina de un aquelarre que causó un gran impacto, y que fue arrancada de muchos ejemplares del libro-; que los desastres que acaecían en Labort, como las grandes tormentas que provocaban naufragios, eran obra de las brujas; que los brujos y brujas usaban ungüentos para poder acudir volando al aquelarre, transformarse en bestias o producir otros prodigios y efectos maléficos; que se celebraban misas negras en las que se consagran hostias negras y cultos satánicos, copiados de los cristianos y a veces oficiados por sacerdotes sacrílegos (lo que provocó que Lancre ordenara la detención y tortura de varios clérigos de la zona, sin más prueba que los testimonios de ciertos "testigos", como el de un sacerdote muy anciano y trastornado que confesó que había dado culto al diablo, y que sería ajusticiado por ello "para servir de ejemplo" –algunos de los sacerdotes encarcelados lograron escapar antes de ser ejecutados-).
Lo que creyó averiguar De Lancre, lo obtuvo de declaraciones de niños, de viejos y de adultos sometidos a tortura. Además tuvo que valerse de traductores, pues no comprendía el euskera, y como ha señalado Caro Baroja, "a veces transcribe mal los nombres" y de algunas palabras en vasco "parece no haber entendido el significado en una declaración amplia". Así es como De Lancre llegó a la conclusión de que en Labort había más de tres mil personas que llevaban la marca de la brujería.
Pierre de Lancre mandó quemar a 80 supuestas brujas y el pánico se trasladó a los valles del norte de Navarra. Precisamente el núcleo fundamental del nuevo brote de brujería se situó en la zona colindante con el país de Labort, en el noroeste de Navarra, más concretamente en Zugarramurdi.

### El caso de las brujas de Zugarramurdi

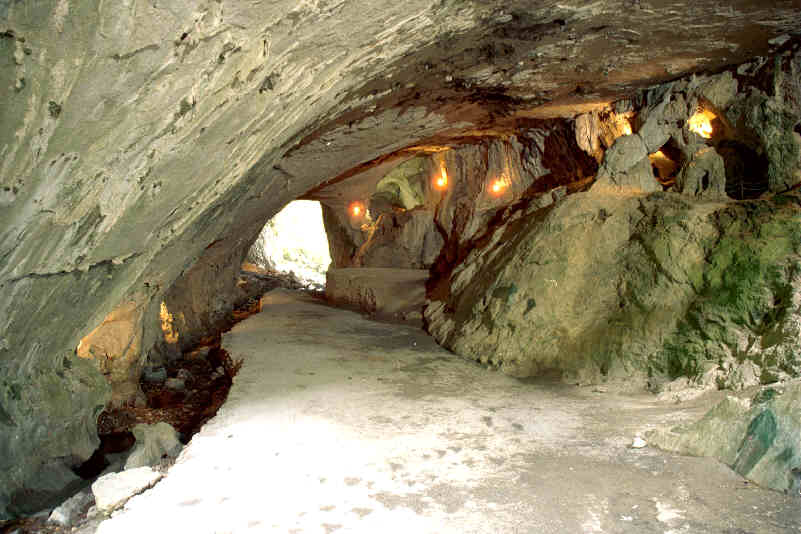
Cueva de Zugarramurdi (Sorginen Leizea) donde se reunían los brujos y las brujas para celebrar el aquelarre.

El proceso inquisitorial más grave y de mayor trascendencia contra la brujería fue el que instruyó el tribunal de la Inquisición de Logroño y que culminó en un auto de fe celebrado el domingo 7 de noviembre de 1610, en el que se aplicaron penas muy duras: de los 29 acusados de brujería, seis fueron quemados vivos y cinco en efigie porque habían muerto en prisión. Según Joseph Pérez, "si lo comparamos con los centenares de ejecuciones que se producen al mismo tiempo en territorio francés, al otro lado de los Pirineos, este veredicto puede parecer clemente. En España resulta escandaloso".
Según Henry Kamen, esta excepción en la trayectoria relativamente benigna de la Inquisición en relación con el tema de la brujería, se explica por la influencia que tuvo la caza de brujas llevada a cabo en 1609 al otro lado de la frontera por el juez Pierre de Lancre, que mandó quemar a 80 supuestas brujas del país de Labort (Lapurdi, en euskera) en el País Vasco francés –De Lancre relató su experiencia en dos libros famosos: Traité de l'inconstance des mauvais anges et demons (1612) y L'incrédulité et mescréance du sortilege plainement convaincue (1622)-. El pánico hacia las brujas se trasladó a los valles del norte de Navarra y a los inquisidores del tribunal de Logroño.
El caso comenzó el 12 de enero de 1609, cuando los inquisidores de Logroño reciben noticias de reuniones de brujas y de brujos en la localidad de Zugarramurdi, situada en la montaña de Navarra, que junto con el País Vasco, desde tiempos medievales tenía fama de ser un territorio lleno de brujas. Concretamente, el vicario de la localidad había recibido la confesión de una mujer llamada Graciana de Yriart y de sus dos hijas y yernos de que eran brujos y éstos habían acudido a Logroño, donde estaba la sede del tribunal que tenía la jurisdicción sobre Navarra. Cuando llegaron allí, afirmaron que acudían a pedir justicia porque no eran brujos y si lo habían confesado al vicario," era porque los apretaron y amenazaron mucho si no los dezian". El problema fue que el hombre que los había acompañado a Logroño, testificó que sí eran brujos, por lo que la Inquisición decidió encarcelarlos y remitió inmediatamente un informe al Consejo de la Suprema Inquisición el 13 de febrero de 1609. La Suprema contestó el 11 de marzo con un cuestionario compuesto de catorce preguntas para que los inquisidores se aseguraran de la veracidad de los hechos que se les imputaban. Pero los dos inquisidores creían en la realidad de la brujería, sobre todo cuando se presentaron ante el tribunal otras seis personas más, quienes, según informaron los inquisidores a Madrid el 22 de mayo, eran "las mas principales cabeza y caudillo de todos aquellos brujos según que suficientemente les esta probado". Poco después uno de los inquisidores viajó a la montaña de Navarra y desde allí fue enviando presos a Logroño a los supuestos cómplices de los brujos y las brujas.

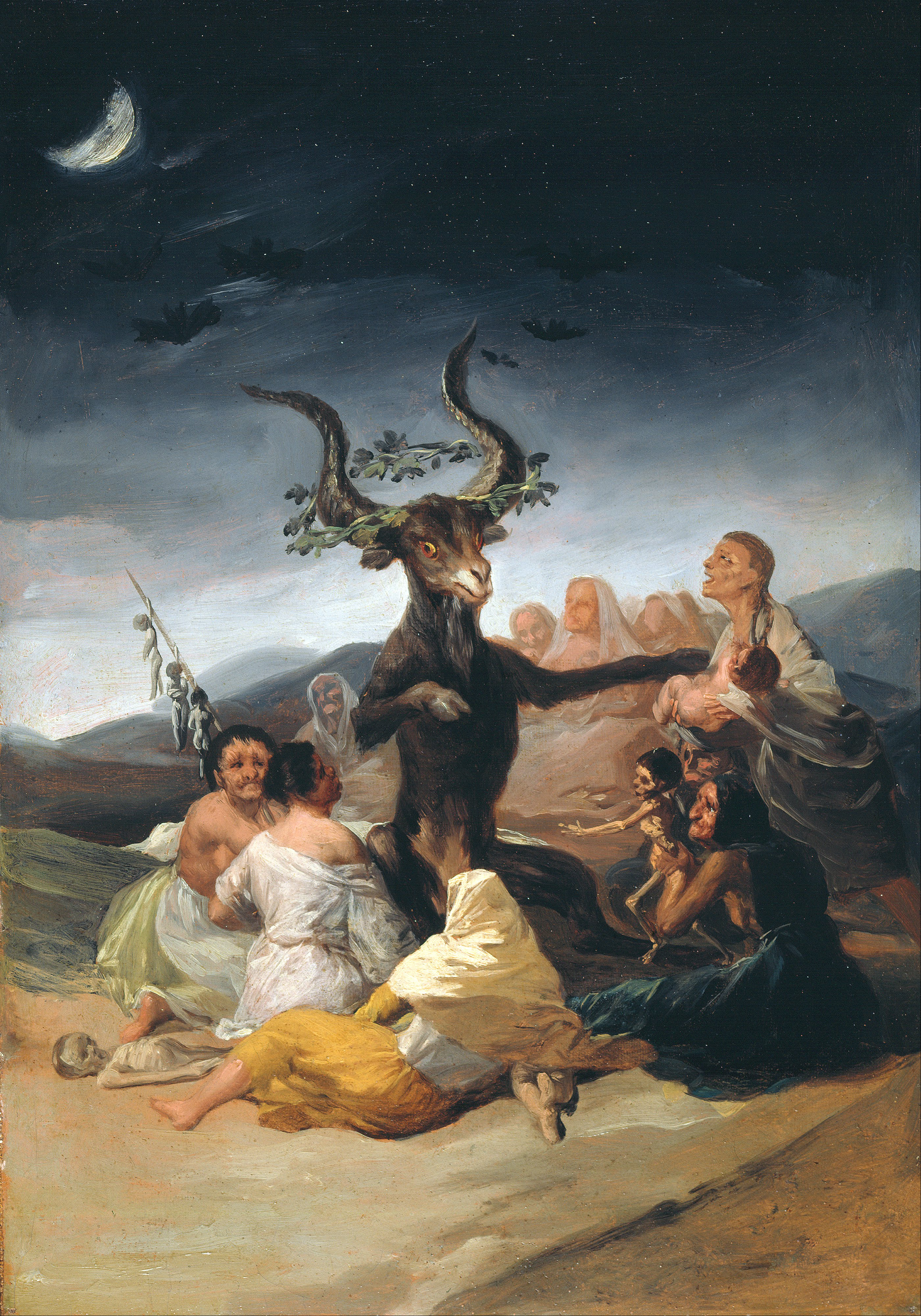
Aquelarre, cuadro de Francisco Goya (Museo Lázaro Galdiano, Madrid).

Durante el proceso se realizó un pormenorizado relato del aquelarre. Así lo resume Joseph Pérez:

Se va a buscar al nuevo brujo, se le frotan las manos, el rostro, el pecho, las partes pudendas y la planta de los pies con agua verdosa y fétida, y luego se le hace volar por los aires hasta el lugar del aquelarre; allí aparece el demonio sentado en una especie de trono; tiene el aspecto de un hombre negro, con cuernos que iluminan la escena; el recién llegado reniega de la fe de Cristo, reconoce al demonio como dios y señor y le adora besándole la mano izquierda, la boca, el pecho y las partes pudendas; el demonio se da la vuelta y muestra su trasero, que el brujo ha de besar también.

La Suprema le pidió al tercer inquisidor, que se había mostrado contrario a la sentencia condenatoria de sus dos compañeros, que visitara las comarcas del norte de Navarra, llevando un edicto de gracia en el que se invitaba a sus habitantes a arrepentirse de sus errores sin que fueran castigados por ellos, y que le enviara un informe completo. En el mismo, su autor, Alonso de Salazar y Frías, arremete contra los que, como sus dos colegas, creían en la veracidad de las brujas, afirmando que los fenómenos de brujería son historias inverosímiles y ridículas. Además asegura que son los libros o los sermones sobre la brujería los que hacen que esta se extienda, por lo que recomienda que no se le dé publicidad, convencido de que la brujería acabará por desaparecer si se deja de hablar de ella.
Salazar presentó a la Suprema su informe el 24 de marzo de 1612 en forma de un largo memorial. En el mismo afirmaba que había reconciliado a 1802 personas, la mayoría niños y adolescentes, y del examen de todas las confesiones que hablaban de aquelarres y asesinatos rituales, Salazar llegaba a la siguiente conclusión:

No he hallado certidumbre ni aun indicios de que [se pueda] colegir algún acto de brujería que real y corporalmente haya pasado. […] Y así también tengo por cierto que en el estado presente, no sólo no les conviene nuevos edictos y prorrogaciones de los concedidos, sino que cualquier modo de ventilar en público estas cosas, con el estado achacoso que tiene, es nocivo y les podría ser de tanto y de mayor daño como el que ya padecen. No hubo brujas ni embrujados en el lugar hasta que se comenzó a tratar y escribir de ellos.

Este memorial de Salazar confirmaba un informe anterior de abril de 1611 encargado por el inquisidor general a Pedro de Valencia en el que éste afirmaba que en los hechos de Navarra había un fuerte componente de enfermedad mental: "Se deve examinar lo primero si los reos están en su juicio o si por demoníacos o melancólicos o desesperados"; su conducta "parece más de locos que de ereges y que se debe curar con açotes y palos más que infamias ni sambenitos". Finalmente Valencia aconsejaba: "Búsquese siempre en los hechos cuerpo manifiesto de delito conforme a derecho, y no se vaya a probar casso muerte ni daño que no ha acontecido".
Estos dos informes fueron asumidos por la Suprema, que dio nuevas instrucciones a los tribunales en agosto de 1614 en las que confirmaba la política seguida desde 1526. Un resultado concreto de las mismas fue que se intentó reparar a las víctimas del auto de fe de Logroño ordenando que sus sambenitos no quedaran expuestos en ninguna iglesia, y de esa forma, como señala Kamen, "no cayó ningún estigma sobre ellas o sus descendientes".

### La brujería vasca después de los grandes procesos de 1609-1610

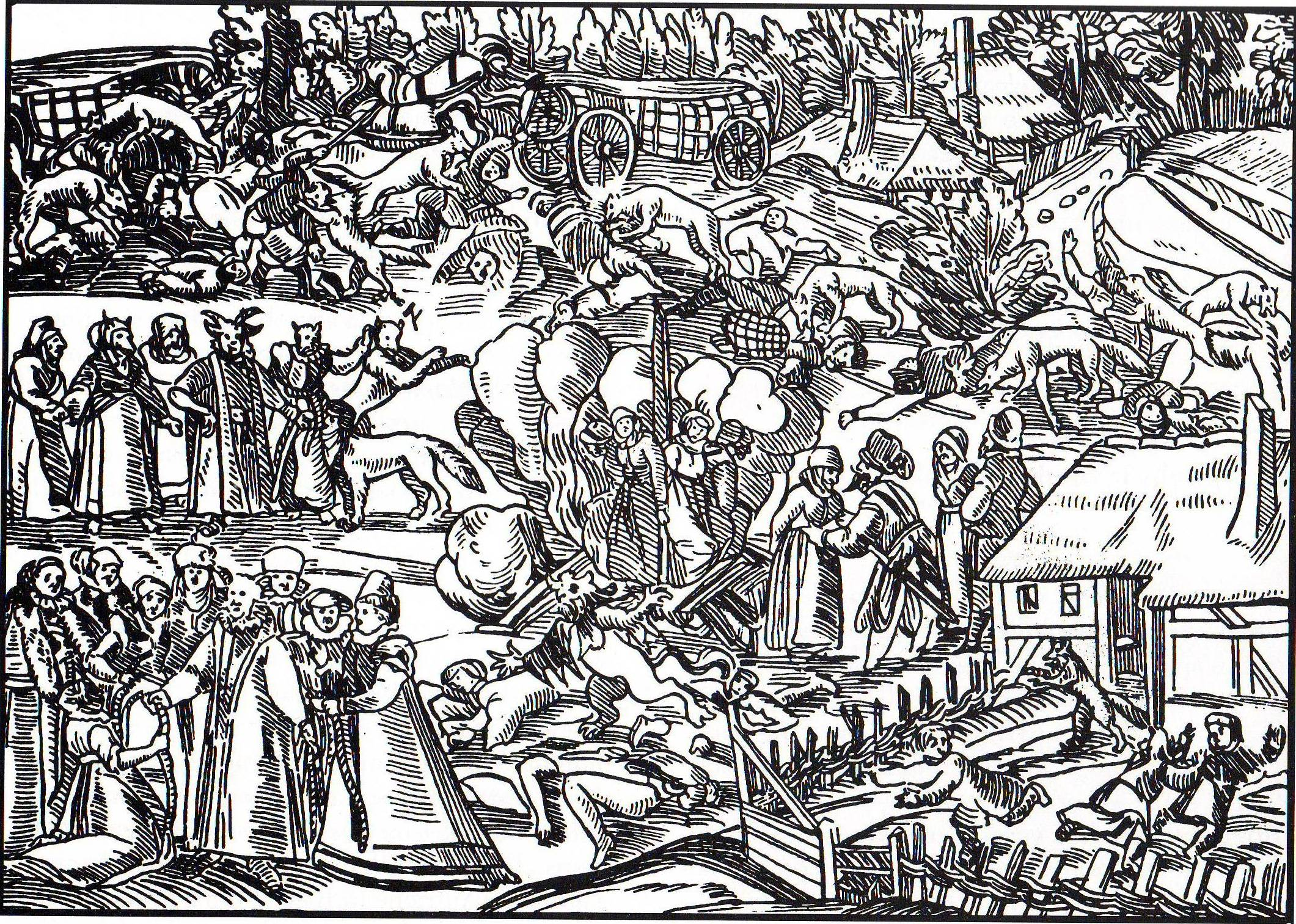
Les sabbats des sorcières (el sabbat de las brujas).
Grabado con diferentes escenas de brujerías: duendes, animales vestidos como hombres, ataques de lobos, hogueras.

El proceso de las brujas de Fuenterrabía de 1611 fue instruido por las autoridades municipales de la localidad de Fuenterrabía (Guipúzcoa) a partir de las denuncias presentadas por dos niñas de trece años. La primera declaró que cuando por la noche estaba acostada con su madre, había sido llevada volando varias veces a un aquelarre presidido por el Demonio sentado en una silla de oro -con figura de hombre de ojos encendidos, tres cuernos y un rabo- por una mujer llamada María de Illarra a la que acababa de conocer. En la reunión reconoció a otras tres mujeres, todas francesas: Inesa de Gaxen, María de Echagaray [sic] y María de Garro. La segunda niña afirmó haber sido llevada también por los aires al aquelarre por María de Echagaray. Los alcaldes ordinarios de Fuenterrabía ordenaron la detención de las cuatro mujeres denunciadas, que al principio negaron ser brujas, pero María de Illarra confesó a los pocos días (el 6 de mayo de 1611) que, en efecto, era bruja y que utilizaba unos ungüentos hechos de sapos para ir volando los viernes a los aquelarres en los que había copulado con el Demonio más de veinte veces. Aparecieron más niños y muchachas que afirmaron que las cuatro mujeres eran brujas y relatando de nuevo historias de vuelos nocturnos y de aquelarres. Esta vez confesó ser bruja María de Echagaray, pero las otras dos se mantuvieron firmes en su declaración de inocencia. Los alcaldes recurrieron entonces al inquisidor Alonso de Salazar que andaba por la zona, pero éste no prestó ninguna atención al asunto. Finalmente, los alcaldes ordenaron el destierro de Fuenterrabía de las cuatro "brujas", viéndose obligadas a abandonar sus casas y a separarse de sus maridos.
En 1621 las juntas de Guipúzcoa aceptaron la petición del señor de Iraeta de que se llamara a la Inquisición para acabar con la "plaga" de maleficios y hechicerías que lanzaban las brujas, como las dos muy famosas que estaban presas en Azpeitia. Sin embargo, el tribunal de la Inquisición de Logroño respondió con evasivas y advirtiendo a las autoridades civiles que obraran con justicia. Parecida contestación había dado el tribunal de Logroño a la petición que le habían hecho en el mismo sentido las juntas de Vizcaya. Pero éstas perseveraron y consiguieron que el rey nombrara en 1617 juez especial, para que se ocupara de las causas de brujería, al nuevo corregidor de Vizcaya. Una de las decisiones que se tomaron fue prohibir a los vecinos de la merindad de Durango que acogieran en sus casas a franceses, por considerarlos portadores de brujerías, y además algunas supuestas brujas fueron encarceladas.
La creencia en la realidad de la brujería continuaba no sólo en los medios populares, sino entre los eclesiásticos eruditos, como el historiador de Guipúzcoa doctor Lope Martínez de Isasti, párroco de Rentería, que escribió una memoria hacia 1618 exponiendo sus experiencias y puntos de vista sobre el tema, en la que recurrió a la relación del auto de fe de Logroño de 1610 en el que se habían ajusticiado a las brujas de Zugarramurdi –sin tener conocimiento de los escritos del inquisidor Salazar y Frías-. En su memoria recogía las historias y rumores que corrían por los pueblos y los testimonios de dos muchachos y de una niña que decían ser discípulos de una vieja bruja llamada Marichuloco, cuyos fantásticos relatos de aquelarres, con apariciones de la Virgen incluidas para salvar a los niños raptados por los brujos y las brujas, que Martínez de Isasti creyó completamente veraces. Además dice que muchas mujeres "se hacen brujas por saber nuebas de sus maridos e hijos que andan a las Yndias y a Terranova y Noruega, y también por actos de luxuria y por stipendio que les da el diablo y por comida aunque malas y desabridas". Asimismo las brujas podían provocar tempestades en el mar, como cuando el rey Felipe III visitó Pasajes con motivo del doble matrimonio de su hijo con Isabel de Borbón y de Ana de Austria con Luis XIII de Francia: se juntaron entonces "cuantas brujas auia en la comarca y llebantaron de repente aquella tempestad porque el Rey no viese la canal de las pendencias y el sitio del valuarte que se pretende hazer para la guarda del puerto". Asimismo Martínez de Isasti relata en su memorial que muchas personas

se quexan que de noche, estando durmiendo, les pellizcan y se hallan con muchos cardenales y manchas negras en el cuerpo y con grandes espantos. A otros les aparecen de noche gatos grandes, conejos y liebres y ratones muchos con ruido, y teniendo el candil encendido por el miedo se les oscurece y luego les quita la habla y atormenta estando en la cama

Isasti concluye, como otros autores de su tiempo, que "por ninguna vía se acrescentaría mejor" el dominio del Demonio "que diciendo no hauia bruxas y que todo era ilusión y engaño", por lo que pedía la intervención de la Inquisición para que actuara especialmente contra "los estrangeros franceses y nauarros" que eran los principales sospechosos de practicar la brujería.

## La brujería en la cultura popular vasca
En la Edad Contemporánea, la brujería vasca no desapareció. En 1826 el alcalde de Fuenterrabía extendió un certificado a una mujer, a petición de esta, en el que se hacía constar que no era bruja y "si cabe menos hechicera", sino católica apostólica romana. Al parecer se trataba de una curandera a la que un cliente insatisfecho la había denunciado. En épocas más recientes ha habido indicios, recogidos por Julio Caro Baroja, de que "algunas gentes han celebrado reuniones de aire misterioso y de intención diabólica".
Las tradiciones sobre las sorginak o brujas se pueden rastrear en muchos ámbitos. Por ejemplo, en una de las estrofas de la canción Iru damatxo que con carácter burlesco dice:

Donostiarrak ekarri dute
Guetariatik akerra:
Kanpantorrian ipiñi dute

Aita santutzat dutela.

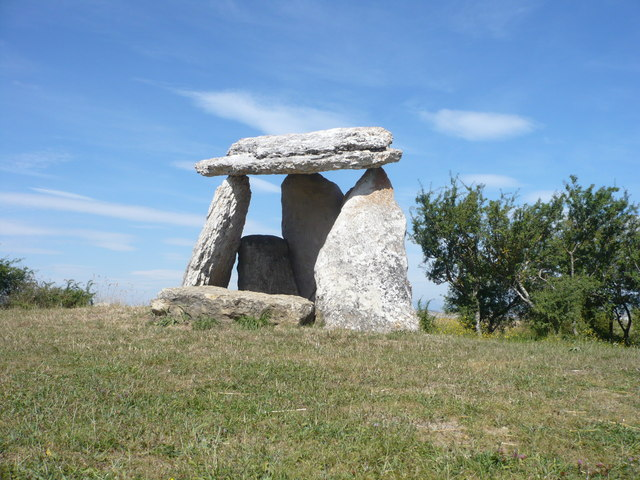
Dolmen de Sorginetxe ('casa de la bruja') en Arrizala (Álava).

Julio Caro Baroja traduce: "Los de San Sebastián han traído de Guetaria un macho cabrío, lo han puesto en el campanario y dicen que es el Padre santo". Existen otros poemas y canciones que se refieren a las brujas y a los aquelarres, como la canción vascofrancesa Iragan besta bigaramunian que en su última estrofa alude a la marcha al aquelarre de cuatro viejas comadres. En Ochandiano (Vizcaya) se celebra en las fiestas patronales una danza de hombres, «sorguiñ dantz» o «yantz», que rememora la represión de la brujería.
Entre las tradiciones vascas que tienen que ver con la brujería, Caro Baroja señala que en algunos lugares los que no hablan vasco o lo hacen en una modalidad distinta a la propia son sospechosos de brujería. También se cree que pueden convertirse en brujos o brujas los que realizan ciertos actos -como dar tres vueltas a una iglesia, por ejemplo- o aceptan ciertos objetos, generalmente un alfiletero (kuthun, que también significa: escapulario, amuleto, carta y libro). Asimismo está extendida la creencia de que durante la noche, que es cuando actúan las brujas (gabazkiak: "los de la noche"), no deben realizarse determinadas acciones, como ir por agua a la fuente. Precisamente existen relatos sobre las cabalgadas nocturnas de las brujas y también sobre las metamorfosis que experimentan, como convertirse en gatos negros. Asimismo se cree en la existencia del mal de ojo (beguizco) o el hechizo (sorguinkeri) que echan las brujas sobre niños y adultos, recurriéndose a adivinas (aztiya) o saludadores para que den remedios para curarlos y para descubrir a las autoras del mal -se recomienda, por ejemplo, tener encendido un cirio bendito para que dejen de ser invisibles o poner unas tijeras en cruz sobre el colchón-.

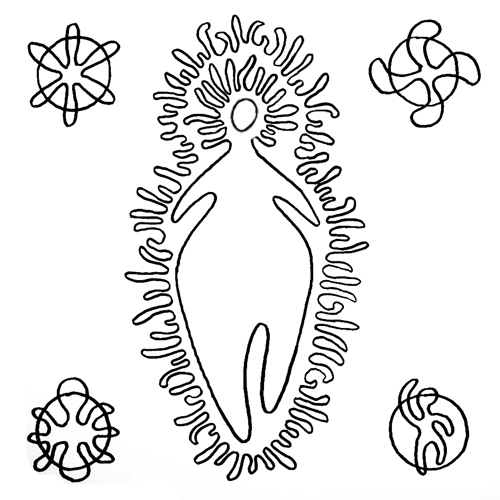
Representación de Mari, la "Dama" o la "Señora", presidenta de las brujas

En euskera hay muchas palabras sobre animales, plantas y actos que se asocian con las brujas: sorguin-baratsuri, ajo silvestre; sorguin-ira, variedad de helecho; sorguin-khilo, junco (rueca de brujas); sorguin-mandatari, mariposa (recadera de brujas); sorguin-oilo, mariposa; sorguin-orratz, libélula; sorguin-piko, higo silvestre; sorguin-tsori, trepatroncos (o pájaros de brujas); sorguin-aize, remolino de viento.
Además hay determinados lugares que se consideran puntos de reuniones de brujas, como las cuevas de Zugarramurdi o la de Azcondo, el dolmen de Arrizala (Álava), la fuente de Narbaja (Álava), o la peña de Osquia, en el valle de Iza (Navarra), entre otros. Así, al pasar por ellos se tomaban precauciones como coger guijarros y trazar una cruz con ellos.
Según Julio Caro Baroja la brujería vasca tiene poco que ver con el culto al demonio, ya que en el folklore vasco la bruja se vincula con númenes. Así, en parte de Vizcaya y en Guipúzcoa, se cree que la presidenta de las brujas es Mari, una especie de numen de las montañas, y a la que se llama la "Dama" y la "Señora". Esta Mari provoca tempestades y es representada como una mujer de belleza extraordinaria, que cruza los aires rodeada de fuego. Sus moradas dentro de las cavernas están llenas de oro y piedras preciosas. Pero los donativos que hace a la luz del día se convierten en carbón. Estas creencias han sobrevivido hasta el siglo XXI de manos de artistas y escritores que han nacido y crecido con la magia de la brujería vasca, entre los que hay que destacar a Patxi Xabier Lezama con interpretaciones de los malignos seres sobrenaturales, hechiceros y brujería.